# استینینگ، لانکاشر
استینینگ (به انگلیسی: Staining) یک روستا و محله مدنی در بریتانیا است که در Fylde واقع شده‌است. استینینگ ۲٬۲۹۰ نفر جمعیت دارد.